# Benue
Benue (Betonung auf beiden „e“; auch Binue, Binuë, Bénoué, Bantusprache für Mutter der Gewässer, Tschadda) ist ein Fluss im zentralen Afrika und zugleich der größte Nebenfluss des Niger.

## Verlauf
Die Quelle des Benue liegt nördlich von Ngaoundéré im südlichen Hochland von Adamaua unter 7° 33′ nördlicher Breite und etwa 13° 33′ östlicher Länge. Von dort zieht der Fluss in großem, nach Westen offenem Bogen nordwärts, empfängt bei Gewe den von Osten kommenden Mayo-Kebi, wendet sich nun westwärts und vereinigt sich 206 m ü. M. mit dem aus Süden kommenden, reißenden und wasserreichen Faro (der Hauptfluss ist hier 1000 m, der Nebenfluss 700 m breit). Von rechts nimmt er als längsten Nebenfluss den Gongola auf, danach den Kadera und den Ssungo. In der Regenzeit steigt das bei gewöhnlichem Stand 3–4 m tiefe Wasser um 10–15 m und verursacht gewaltige Überschwemmungen. Unterhalb von Adamaua durchzieht der Strom majestätisch ein breites Tal mit ausgeprägten Talrändern; das Innere des Landes ist im Süden meist mit Walddickichten erfüllt, von Schluchten zerrissen und unzugänglich, im Norden ist es stärker kultiviert. Unter 7° 46′ nördl. Breite fließt der Benue gegenüber von Lokoja in den Niger.

## Hydrometrie
An der Einmündung übertrifft der Benue den Niger an Größe. Vor 1960 betrug sein mittlerer Abfluss 3400 m³/s gegenüber 2500 m³/s des Niger. Während der nachfolgenden Jahrzehnte sank, unter anderem wegen des wachsenden Wasserbedarfs der Landwirtschaft, die Wasserführung beider Flüsse um mehr als ein Drittel.
Die Durchflussmenge des Benue wurde am Pegel Makurdi bei etwa 90 % des Einzugsgebietes zwischen den Jahren 1955 bis 2014 in m³/s gemessen (Werte aus Diagramm abgelesen).

## Erforschung und Geschichte
Der Benue wurde 1851 von Heinrich Barth entdeckt und wieder 1854 von Eduard Vogel; William Balfour Baikie war der erste, der ihn 1854 und 1857–58 mit einem Dampfschiff bis nahe an die Grenzen von Adamaua befuhr. Seither ist sein Unterlauf sehr häufig befahren worden, so von Gerhard Rohlfs, Adolph Burdo und Eduard Flegel, der 1882 auch die Quelle entdeckte. Durch weite fruchtbare und reiche Länder fließend, war dieser Strom einst eine der wichtigsten Eingangspforten Innerafrikas. Der bedeutendste Ort an seinen Ufern war im 19. Jahrhundert Yola in Adamaua, der damalige Hafen für Elfenbein (60–80 Tonnen jährlich); weiter westlich, etwas südlich vom Benue liegt das gleichfalls bedeutende Wukari.
Von Adamaua ab bildete der Benue im 19. Jahrhundert die Grenze zwischen dem Fulbereich Sokoto und den südlich gelegenen Land der Yoruba.

## Hochwasser
Zwischen Anfang Juli und Anfang September 2012 kam es am Benue zu schweren Überschwemmungen. Dabei kamen schätzungsweise 137 Menschen ums Leben und tausende mussten ihre Häuser verlassen. Erschwert wurde die Situation dadurch, dass bereits im Oberlauf, in Kamerun, aus dem Lagdo-Stausee Wasser abgelassen werden musste. Man geht davon aus, dass 30 Menschen durch das zusätzliche Wasser aus dem Stausee ums Leben kamen.